# Isla Quintano
La isla Quintano es una pequeña isla de origen rocoso en el golfo San Jorge del mar Argentino, se encuentra ubicada aproximadamente a unos 2,4 km de la costa, en la provincia argentina del Chubut, más precisamente en el Departamento Florentino Ameghino, al sur de la Península Aristizábal, en el sector de Bahía Bustamante. Las medidas de la isla son 470 metros de longitud máxima y 290 metros de ancho máximo. Presenta una forma circular  con el eje mayor en sentido norte-sur. 
Se trata de una isla rocosa que presenta restingas en sus costas. En estas islas existían guaneras que fueron explotadas comercialmente hasta principios de la década de 1990.
En 2008 se creó el Parque Interjurisdiccional Marino Costero Patagonia Austral, el cual incluye a la isla Quintano. Esta isla representa el límite sur de dicho Parque Interjurisdiccional.